# Vic Law
Victor "Vic" Lamar Law, né le 15 décembre 1995 à South Holland dans l'Illinois, est un joueur américain de basket-ball. Il évolue au poste d'ailier.

## Biographie

### Carrière universitaire
Entre 2014 et 2019, il joue pour les Wildcats de Northwestern à l'Université Northwestern.

### Carrière professionnelle

#### Magic d'Orlando/Magic de Lakeland (depuis 2019)
Le 20 juin 2019, automatiquement éligible, il n'est pas drafté en 2019. Le 30 juin 2019, il signe un contrat avec le Magic d'Orlando avec qui il participe à la NBA Summer League. Le 30 juillet 2019, il signe un exhibit 10 contract avec le Magic d'Orlando pour participer à leur camp d'entraînement. Le 19 octobre 2019, il n'est pas conservé dans l'effectif d'Orlando et devient agent libre. 
Le 26 octobre 2019, il rejoint l'équipe affiliée du Magic de Lakeland pour le début de saison G League.
Le 12 janvier 2020, après 22 matchs effectués à l'étage inférieur, il signe un contrat two-way avec le Magic d'Orlando.
Le 4 décembre 2020, il s'engage avec les Brisbane Bullets.

## Statistiques

### Universitaires
| Saison    | Équipe       | Matchs | Titul. | Min./m | % Tir | % 3pts | % LF | Rbds/m. | Pass/m. | Int/m. | Ctr/m. | Pts/m. |
| --------- | ------------ | ------ | ------ | ------ | ----- | ------ | ---- | ------- | ------- | ------ | ------ | ------ |
| 2014-2015 | Northwestern | 32     | 19     | 24,4   | 38,7  | 35,5   | 76,6 | 4,78    | 1,28    | 0,66   | 0,47   | 7,00   |
| 2015-2016 | Northwestern |        |        |        |       |        |      |         |         |        |        |        |
| 2016-2017 | Northwestern | 36     | 36     | 32,1   | 40,3  | 39,9   | 73,8 | 5,83    | 1,75    | 1,06   | 0,50   | 12,31  |
| 2017-2018 | Northwestern | 27     | 27     | 31,6   | 41,8  | 38,3   | 82,4 | 5,78    | 2,22    | 1,07   | 0,56   | 12,04  |
| 2018-2019 | Northwestern | 30     | 30     | 33,4   | 39,6  | 33,5   | 78,6 | 6,37    | 3,00    | 1,03   | 0,97   | 15,00  |
| Total     |              | 125    | 112    | 30,3   | 40,2  | 36,8   | 77,4 | 5,68    | 2,03    | 0,95   | 0,62   | 11,54  |

### Professionnelles
Légende :
gras = ses meilleures performances

#### Saison régulière
| Saison    | Équipe  | Matchs | Titul. | Min./m | % Tir | % 3pts | % LF | Rbds/m. | Pass/m. | Int/m. | Ctr/m. | Pts/m. |
| --------- | ------- | ------ | ------ | ------ | ----- | ------ | ---- | ------- | ------- | ------ | ------ | ------ |
| 2019-2020 | Orlando | 8      | 0      | 7,7    | 33,3  | 14,3   | 33,3 | 1,38    | 0,38    | 0,25   | 0,00   | 1,88   |
| Carrière  |         | 8      | 0      | 7,7    | 33,3  | 14,3   | 33,3 | 1,38    | 0,38    | 0,25   | 0,00   | 1,88   |

Dernière mise à jour le 12 août 2020.

#### Playoffs
| Saison   | Équipe  | Matchs | Titul. | Min./m | % Tir | % 3pts | % LF | Rbds/m. | Pass/m. | Int/m. | Ctr/m. | Pts/m. |
| -------- | ------- | ------ | ------ | ------ | ----- | ------ | ---- | ------- | ------- | ------ | ------ | ------ |
| 2020     | Orlando | 1      | 0      | 3,5    | 100,0 | 100,0  | 0,0  | 2,00    | 1,00    | 0,00   | 0,00   | 3,00   |
| Carrière |         | 1      | 0      | 3,5    | 100,0 | 100,0  | 0,0  | 2,00    | 1,00    | 0,00   | 0,00   | 3,00   |

Dernière mise à jour au terme de la saison 2019-2020.